# 児島小川駅
児島小川駅（こじまおがわえき）は、かつて岡山県倉敷市児島小川七丁目に存在した下津井電鉄下津井電鉄線の駅（廃駅）。混合列車による貨物取り扱いも行っていた。
モータリゼーションの進行による乗客の減少により、1972年（昭和47年）4月1日、茶屋町 - 児島間の区間廃止に伴い、廃止された。

## 歴史
- 1913年（大正2年）11月11日：茶屋町 - 味野町（後の児島）間が開業。同時に小田駅として開業する。
  - 当時の所在地表示は岡山県児島郡小田村大字小川であった。
- 1914年（大正3年）4月1日：鉄道院と連帯輸送契約の締結に合わせて小田村駅（をだむら）と改称される[1][2]。
- 1917年（大正6年）10月31日届出：駅員常置を廃止し、乗車券販売を近くの運送店主に委託。貨物は味野町管理となる[2]。
- 1924年（大正13年）9月18日届出：行き違い可能駅となり、相対式ホームと場内信号機を設置[2]。
- 1928年（昭和3年）11月1日：小田村が児島町と改称し、所在地表示が岡山県児島郡児島町大字小川となる[3]。
- 1931年（昭和6年）：児島小川駅と改称される。
- 1948年（昭和23年）4月1日：児島市成立に伴い、所在地表示が岡山県児島市小川となる[4]。
- 1967年（昭和42年）2月1日：倉敷市（第2次）成立に伴い、所在地表示が岡山県倉敷市児島小川町となる[4]。
- 1968年（昭和43年）
  - 列車行き違い設備を廃止[2]。
  - 住居表示の実施により、所在地表示が現行のものになる[5][6]。
- 1972年（昭和47年）4月1日：茶屋町 - 児島間が廃止される。それに伴い、児島小川駅も廃止となる。
- 1974年（昭和49年）11月：倉敷市による茶屋町 - 児島間の自転車道の整備が完成する。

## 駅構造
相対式ホーム2面2線を持つ地上駅。上りホーム側に駅本屋を、下りホーム側に貨物側線を有していた。

### のりば
| のりば | 路線         | 方向 | 行先             |
| ------ | ------------ | ---- | ---------------- |
| 1      | 下津井電鉄線 | 上り | 茶屋町方面       |
| 2      | 下津井電鉄線 | 下り | 児島・下津井方面 |

## 廃止後
- 廃止区間（茶屋町 - 児島）は、自転車専用道として整備されている。
- 跡地は住宅地となっており、痕跡は無い。
- 2019年2月に「吉備の児島陸続き400年・瀬戸大橋開通30周年記念事業」実行委員会によって模擬駅名標が設置された[7]。

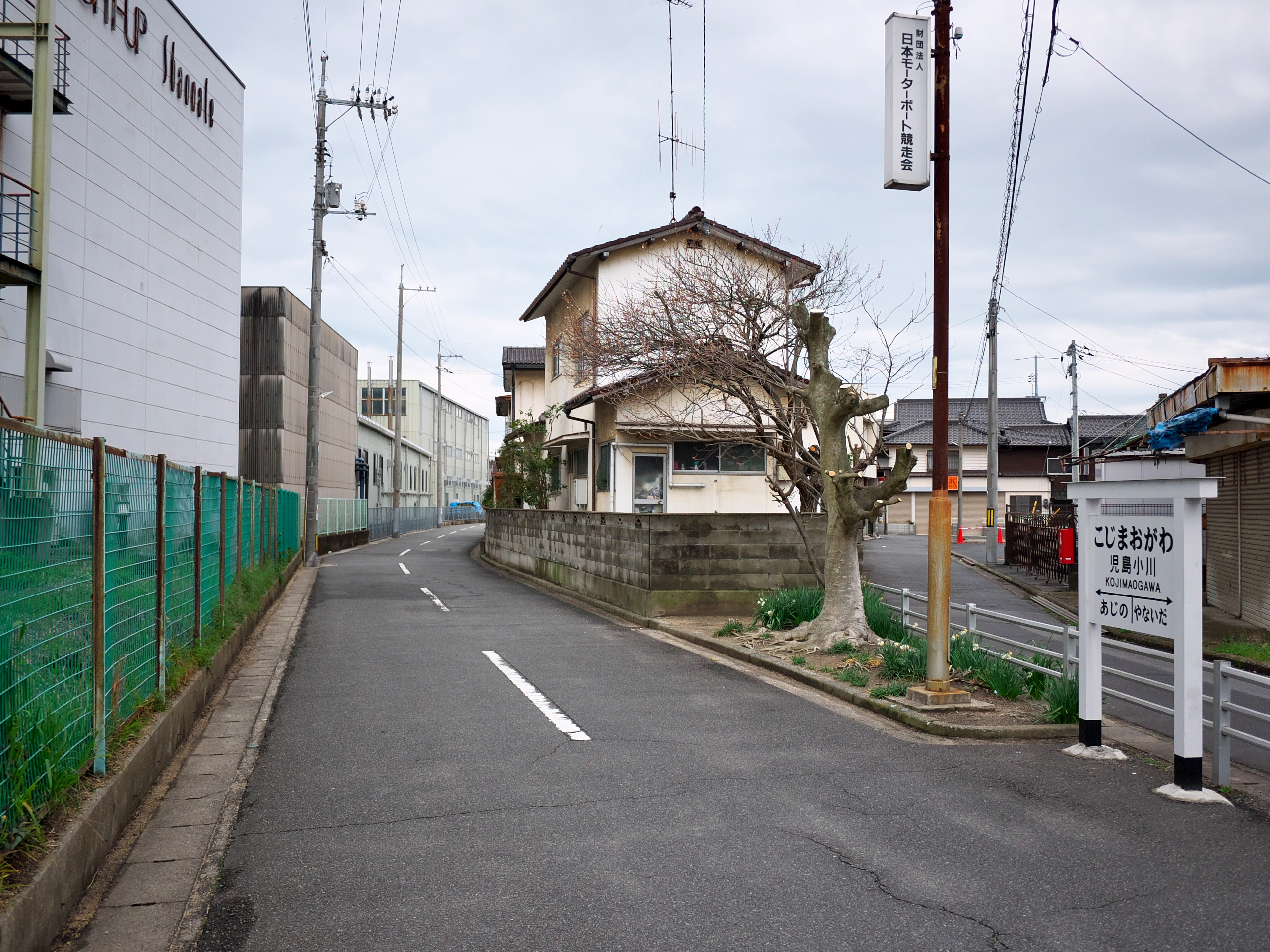
下津井方面（2020年3月）
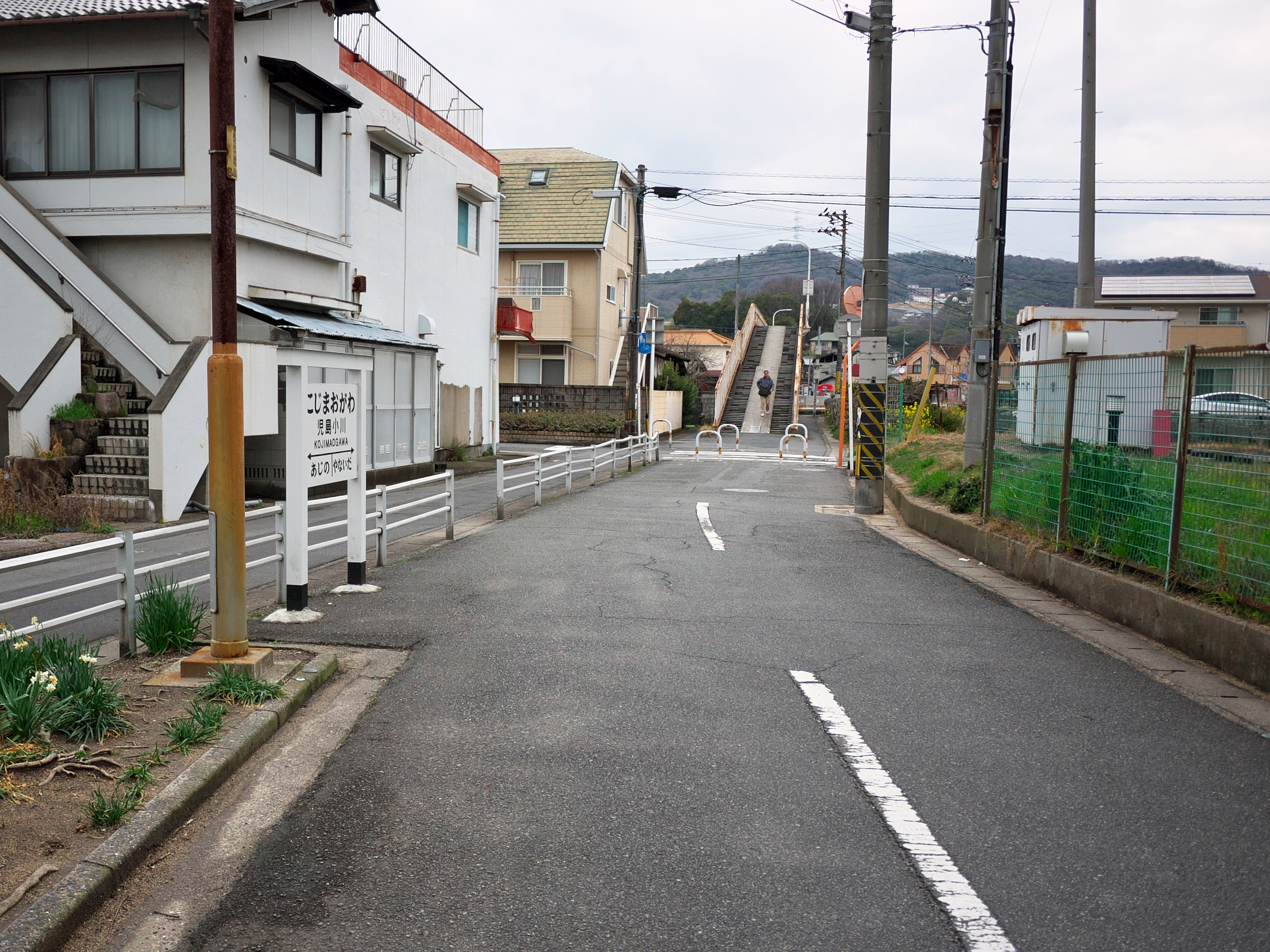
茶屋町方面（2020年3月）
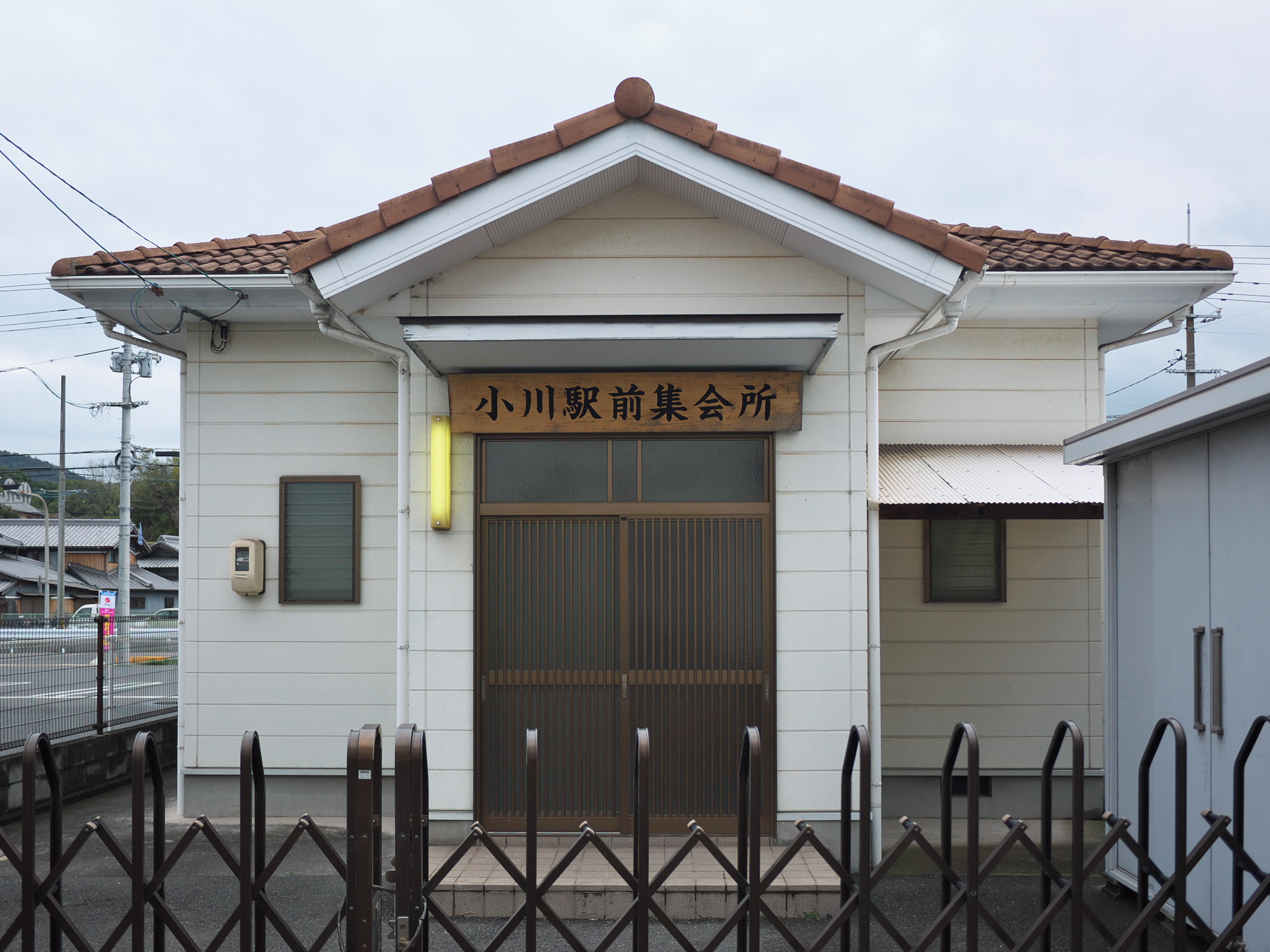
駅跡付近にある小川駅前集会所（2020年3月）

## 隣の駅
下津井電鉄
下津井電鉄線
児島駅 - 児島小川駅 - 柳田駅